# Binz (Maur)
Binc je vesnice ve švýcarském kantonu Curych. Od roku 1927 je součástí obce Maur. V roce 2009 měla 1841 obyvatel.
Jméno vsi vzniklo ze starohornoněmeckého „pinizze“, označení rostlin rodu sítina.
Ve vsi je světové sídlo mezinárodní organizace Křesťanská mezinárodní solidarita.